# Santa Cruz de Bezana
Santa Cruz de Bezana là một đô thị trong tỉnh và cộng đồng tự trị Cantabria, Tây Ban Nha. Đô thị này có diện tích là 17,2 ki-lô-mét vuông, dân số năm 2009 là 11.279 người với mật độ 655,29 người/km². Đô thị này có cự ly km so với tỉnh lỵ Santander.